# Мужская сборная Самоа по баскетболу 3×3
Мужская сборная Самоа по баскетболу 3×3 представляет Самоа на международных соревнованиях по баскетболу 3×3. Управляющим органом является Федерация баскетбола Самоа.
По состоянию на 1 сентября 2024, мужская сборная Самоа по баскетболу 3×3 занимает 127-е место в мировом рейтинге ФИБА мужских сборных по баскетболу 3×3.

## Результаты выступлений
| Турнир             | Золото | Серебро | Бронза | Всего |
| ------------------ | ------ | ------- | ------ | ----- |
| Тихоокеанские игры | 0      | 0       | 1      | 1     |
| Итого              | 0      | 0       | 1      | 1     |

### Тихоокеанские игры
| Год          | Место | Игры | Победы | Поражения | Состав команды                                                                       |
| ------------ | ----- | ---- | ------ | --------- | ------------------------------------------------------------------------------------ |
| Апиа 2019    | 3     | 8    | 6      | 2         | Dru-Leo Ape, Theodore McFarland, Ryan Paia, Ezra Tufuga                              |
| Хониара 2023 | 9     | 5    | 2      | 3         | Devante Christopher Keil, Quezon Lerhon Leauanae, Ezra Tufuga, Glen Julius Young Yen |